# 16 Pułk Piechoty (III Rzesza)

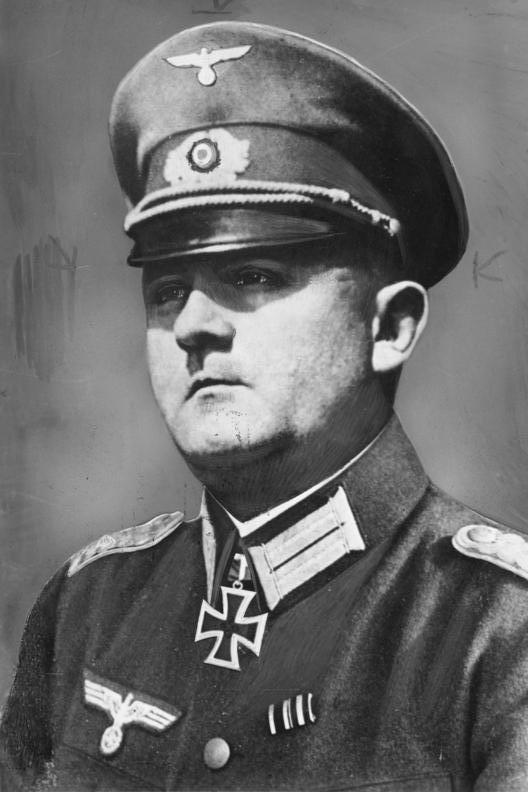
Dietrich von Choltitz

16 Pułk Piechoty (niem. Infanterie-Regiment 16, IR 16) – pułk piechoty niemieckiej okresu Republiki Weimarskiej i III Rzeszy, sformowany 1 stycznia 1921 w VI Okręgu Wojskowym (północno-zachodnie Niemcy).

## Dowódcy pułku
- Oberst Leopold Freiherr von Ledebur (formowanie) - 1921
- Oberst Johannes Severin 1921 - 1925
- Oberst Hans Seutter von Lötzen 1925 - 1926
- Generalmajor Erich Gudowius 1926 - 1928
- Generalmajor Hartwig von Platen 1928 - 1929
- Generalmajor Karl von Roques 1929 - 1931
- Oberst Gerhard Glokke 1931 - 1933
- Oberst Athos von Schauroth 1933 - 1936
- Oberst Hans Kreysing 1936 - 1940
- Oberst Dietrich von Choltitz 1940 - 1942
- Oberstleutnant Werner Haag 1942